# تلوستیتسه
تلوستیتسه (به لاتین: Tlustice) یک منطقهٔ مسکونی در جمهوری چک است که در ناحیه بروون واقع شده‌است. تلوستیتسه ۴٫۰۹ کیلومتر مربع مساحت و ۹۲۸ نفر جمعیت دارد و ۳۶۰ متر بالاتر از سطح دریا واقع شده‌است.